# Barbara Seaman
Pour les articles homonymes, voir Seaman.
Barbara Seaman (11 septembre 1935-27 février 2008) est une féministe américaine, écrivaine et journaliste. Son premier livre,  The Doctors' Case Against the Pill (1969), est à l'origine des Nelson Pill Hearings (en) de 1970, une série d'auditions au Sénat organisées par le démocrate Gaylord Nelson sur les effets secondaires de la pilule combinée, un produit alors récent.

## Biographie
Barbara Seaman est la fille d'Henry J. Rosner (en), qui fut fonctionnaire dans l'administration du welfare et était membre de la section new-yorkaise du Parti socialiste des États-Unis. 
Journaliste dans des magazines féminins dans les années 1960, tels que Brides ou Ladies' Home Journal, elle devient membre de l'American Society of Journalists and Authors (en), où elle rencontre Betty Friedan. Celle-ci la pousse à couvrir une série d'événements fondateurs du mouvement féministe, dont le congrès créant la National Organization of Women (en) (NOW) en 1966 et NARAL Pro-Choice America en 1969, créée pour soutenir le droit à l'avortement. Elle obtient une bourse à l'Université Columbia pour suivre des séminaires de la Columbia University Graduate School of Journalism.
Lors des auditions organisées par Gaylord Nelson au Sénat, à la suite de son livre sur la pilule contraceptive, Seaman l'aide à choisir les personnes auditionnées et à rédiger les questions . Elle rencontre alors Alice Wolfson, du DC's Women Liberation, qui interrompt les auditions aux cris de « Les femmes ne sont pas des cochons d'Inde! » et s'interroge sur l'absence de toute femme parmi les personnes auditionnées. Seaman décrira plus tard l'action du groupe de Wolfson devant le Sénat comme l'équivalent de la « Boston Tea Party pour la santé des femmes » .
Sceptique sur la sécurité de la contraception orale, Seaman réclame alors une information adéquate pour les femmes. Quelques années plus tard, en 1975, elle cofondera avec Alice Wolfson et d'autres le National Women's Health Network (en) (NWHN), une ONG consacrée à l'information sanitaire et aux droits des femmes. 
Dans les années 1980, alors qu'elle aurait été, selon la députée démocrate Carolyn B. Maloney, blacklistée des magazines sous la pression des annonceurs de l'industrie pharmaceutique , elle écrivit quelques biographies, notamment sur l'écrivaine et actrice Jacqueline Susann (1918-1974). À la fin de sa vie, elle collabora à la rédaction de deux ouvrages de Laura Eldridge (en).
Seaman contribuait de façon régulière au New York Times et au Washington Post.
Elle meurt le 27 février 2008, d'un cancer du poumon.